# Hideo Nanbu
Hideo Nanbu (南部英夫, なんぶひでお) est un réalisateur et scénariste japonais né en 1939 dans la préfecture de Fukui. Il rejoint le studio Ofuna en 1965. Il travaille d'abord en tant qu'assistant sur les films réalisés par Yoichi Maeda et Nariyuki Yamane.
Il écrit également de nombreux scripts. En 1976, il commence sa carrière de réalisateur avec le film The Legend of Love & Sincerity: Conclusion.
En 1979, il écrit Heaven Sent dirigé par Yoichi Maeda. En 1988, il devient réalisateur indépendant et écrit et dirige de nombreux films et drames TV .

## Filmographie
Cinéma
- 1976 : The Legend of Love & Sincerity: Conclusion (愛と誠　完結篇, Ai to makoto: Kanketsu-hen)
- 2005 : Love Tomato (恋するトマト)